# Premiership (Irlanda del Nord)
La Premiership, nota precedentemente come Irish Premier League e Irish Football League,  ed ora nota anche come Danske Bank Premiership per ragioni di sponsorizzazione, è la prima divisione del campionato nordirlandese di calcio ed è il massimo torneo calcistico dell'Irlanda del Nord. Vi partecipano 12 squadre.
È la seconda lega nazionale del mondo per anno di fondazione, essendo stata creata una settimana prima della Scottish Football League e due anni dopo la Football League di Inghilterra.

## Storia

### Le origini
Originariamente, dal 1890, fu la lega calcistica dell'intera Irlanda, benché molti dei club ad essa affiliati avessero sede nel nord. Divenne la lega dell'Irlanda del Nord nel 1921 dopo la Guerra d'indipendenza irlandese, in virtù della quale furono create una lega ed una federazione calcistica a parte (la Football Association of the Irish Free State - oggi Football Association of Ireland), costituita per il Libero Stato irlandese (oggi Repubblica di Irlanda), nel sud e nell'ovest poiché in futuro potrebbe di nuovo essere assegnata al intera Irlanda perché l'acronimo tradotto in inglese deriva da Calcio Irlandese.

### La riorganizzazione del 2008-2009
Per la stagione 2008-09, il sistema dei campionati dell'Irlanda del Nord è stato riorganizzato. La massima divisione è stata rinominata IFA Premiership, e ridotta a dodici squadre, selezionate non solo in base ai risultati della stagione 2007-08, ma anche delle due stagioni precedenti, ed altri criteri, illustrati di seguito.

Per stabilire la composizione del nuovo campionato a ciascun club è stato assegnato un punteggio basato sui seguenti criteri:
- Meriti Sportivi (massimo 450 punti) - basato sui piazzamenti in campionato, nella Irish Cup, nella League Cup e le competizioni internazionali nelle stagioni 2005-06, 2006-07 e 2007-08; ulteriori punti sono stati assegnati per i risultati delle squadre giovanili, femminili, e ai programmi di sviluppo con valenza sociale.
- Finanze (massimo 200 punti) - basato sulla disponibilità economica, la gestione del debito e il flusso di cassa.
- Infrastrutture (massimo 150 punti) - basato sulla capacità dello stadio e sulla qualità dei suoi servizi interni.
- Pianificazione aziendale (massimo 50 punti).
- Personale (massimo 100 punti) - basato sulle qualifiche e sull'esperienza dello staff.
- Affluenza (massimo 50 punti).

La squadra del Portadown è stata retrocessa nella seconda divisione (IFA Championship) per aver consegnato in ritardo la documentazione necessaria per l'ammissione nella IFA Premiership.

### NIFL Premiership
Nell'estate 2013 la Northern Ireland Football League (NIFL) si staccò dal controllo della IFA per l'organizzazione della Premiership e della Championship, primi due livelli del campionato nordirlandese.

## Le squadre
Sono 45 le squadre che hanno preso parte ai 125 campionati dal 1890-1891 al 2025-2026 (in grassetto).
- 125 volte:  Cliftonville,  Glentoran,  Linfield
- 106 volte:  Lisburn Distillery
- 103 volte:  Glenavon
- 90 volte:  Coleraine
- 89 volte:  Portadown
- 81 volte:  Ballymena Utd
- 77 volte:  Ards
- 76 volte:  Crusaders
- 63 volte:  Bangor
- 52 volte:  Larne
- 45 volte:  Newry City
- 37 volte:  Belfast Celtic
- 36 volte:  Derry City
- 23 volte:  Carrick Rangers,  Dungannon Swifts
- 13 volte:  Bohemians,  Derry Celtic
- 12 volte:  Omagh Town,  Shelbourne
- 10 volte:  Institute
- 8 volte:  Queen's Island,  Warrenpoint Town
- 6 volte:  Ballinamallard Utd,  Ulster
- 5 volte:  Ballyclare Comrades,  Ballymena,  Barn,  Donegal Celtic,  Limavady Utd,  Loughgall
- 3 volte:  Armagh City, North Stafforshire Regiment
- 2 volte:  Ligoneil,  Oldpark
- 1 volta:  Belfast YMCA,  Clarence,  Derry Olympic,  K.O.S.B.,  Lancashire Fusiliers,  Milford,  Milltown,  Royal Scots,  St Columb's Court,  Tritonville

## Albo d'oro
Irish Football League
- 1890-91    Linfield
- 1891-92    Linfield
- 1892-93    Linfield
- 1893-94    Glentoran
- 1894-95    Linfield
- 1895-96    Lisburn Distillery
- 1896-97    Glentoran
- 1897-98    Linfield
- 1898-99    Lisburn Distillery
- 1899-00    Belfast Celtic
- 1900-01    Lisburn Distillery
- 1901-02    Linfield
- 1902-03    Lisburn Distillery
- 1903-04    Linfield
- 1904-05    Glentoran
- 1905-06    Cliftonville e  Lisburn Distillery
- 1906-07    Linfield
- 1907-08    Linfield
- 1908-09    Linfield
- 1909-10    Cliftonville
- 1910-11    Linfield
- 1911-12    Glentoran
- 1912-13    Glentoran
- 1913-14    Linfield
- 1914-15    Belfast Celtic
- 1915-1919: Sospeso per la prima guerra mondiale
- 1919-20    Belfast Celtic
- 1920-21    Glentoran
- 1921-22    Linfield
- 1922-23    Linfield
- 1923-24    Queen's Island
- 1924-25    Glentoran
- 1925-26    Belfast Celtic
- 1926-27    Belfast Celtic
- 1927-28    Belfast Celtic

- 1928-29    Belfast Celtic
- 1929-30    Linfield
- 1930-31    Glentoran
- 1931-32    Linfield
- 1932-33    Belfast Celtic
- 1933-34    Linfield
- 1934-35    Linfield
- 1935-36    Belfast Celtic
- 1936-37    Belfast Celtic
- 1937-38    Belfast Celtic
- 1938-39    Belfast Celtic
- 1939-40    Belfast Celtic
- 1940-1947: Sospeso per la seconda guerra mondiale
- 1947-48    Belfast Celtic
- 1948-49    Linfield
- 1949-50    Linfield
- 1950-51    Glentoran
- 1951-52    Glenavon
- 1952-53    Glentoran
- 1953-54    Linfield
- 1954-55    Linfield
- 1955-56    Linfield
- 1956-57    Glenavon
- 1957-58    Ards
- 1958-59    Linfield
- 1959-60    Glenavon
- 1960-61    Linfield
- 1961-62    Linfield
- 1962-63    Lisburn Distillery
- 1963-64    Glentoran
- 1964-65    Derry City
- 1965-66    Linfield
- 1966-67    Glentoran
- 1967-68    Glentoran

- 1968-69    Linfield
- 1969-70    Glentoran
- 1970-71    Linfield
- 1971-72    Glentoran
- 1972-73    Crusaders
- 1973-74    Coleraine
- 1974-75    Linfield
- 1975-76    Crusaders
- 1976-77    Glentoran
- 1977-78    Linfield
- 1978-79    Linfield
- 1979-80    Linfield
- 1980-81    Glentoran
- 1981-82    Linfield
- 1982-83    Linfield
- 1983-84    Linfield
- 1984-85    Linfield
- 1985-86    Linfield
- 1986-87    Linfield
- 1987-88    Glentoran
- 1988-89    Linfield
- 1989-90    Portadown
- 1990-91    Portadown
- 1991-92    Glentoran
- 1992-93    Linfield
- 1993-94    Linfield
- 1994-95    Crusaders
- 1995-96    Portadown
- 1996-97    Crusaders
- 1997-98    Cliftonville
- 1998-99    Glentoran
- 1999-00    Linfield
- 2000-01    Linfield
- 2001-02    Portadown
- 2002-03    Glentoran

Irish Premier League
- 2003-04    Linfield
- 2004-05    Glentoran
- 2005-06    Linfield
- 2006-07    Linfield
- 2007-08    Linfield

IFA Premiership
- 2008-09    Glentoran
- 2009-10    Linfield
- 2010-11    Linfield
- 2011-12    Linfield
- 2012-13    Cliftonville

NIFL Premiership
- 2013-14    Cliftonville
- 2014-15    Crusaders
- 2015-16    Crusaders
- 2016-17    Linfield
- 2017-18    Crusaders
- 2018-19    Linfield
- 2019-20    Linfield
- 2020-21    Linfield
- 2021-22    Linfield
- 2022-23    Larne
- 2023-24    Larne
- 2024-25    Linfield

## Statistiche

### Vittorie per squadra
| Club               | Vittorie | 2° | Stagioni |
| ------------------ | -------- | -- | --- |
| Linfield           | 57       | 24 | 1891, 1892, 1893, 1895, 1898, 1902, 1904, 1907, 1908, 1909, 1911, 1914, 1922, 1923, 1930, 1932, 1934, 1935, 1949, 1950, 1954, 1955, 1956, 1959, 1961, 1962, 1966, 1969, 1971, 1975, 1978, 1979, 1980, 1982, 1983, 1984, 1985, 1986, 1987, 1989, 1993, 1994, 2000, 2001, 2004, 2006, 2007, 2008, 2010, 2011, 2012, 2017, 2019, 2020, 2021, 2022, 2025 |
| Glentoran          | 23       | 23 | 1894, 1897, 1905, 1912, 1913, 1921, 1925, 1931, 1951, 1953, 1964, 1967, 1968, 1970, 1972, 1977, 1981, 1988, 1992, 1999, 2003, 2005, 2009 |
| Belfast Celtic     | 14       | 4  | 1900, 1915, 1920, 1926, 1927, 1928, 1929, 1933, 1936, 1937, 1938, 1939, 1940, 1948 |
| Crusaders          | 7        | 4  | 1973, 1976, 1995, 1997, 2015, 2016, 2018 |
| Lisburn Distillery | 6        | 8  | 1896, 1899, 1901, 1903, 1906, 1963 |
| Cliftonville       | 5        | 6  | 1906, 1910, 1998, 2013, 2014 |
| Portadown          | 4        | 10 | 1990, 1991, 1996, 2002 |
| Glenavon           | 3        | 10 | 1952, 1957, 1960 |
| Larne              | 2        | 1  | 2023, 2024 |
| Coleraine          | 1        | 11 | 1974 |
| Derry City         | 1        | 7  | 1965 |
| Queen's Island     | 1        | 3  | 1924 |
| Ards               | 1        | 1  | 1958 |
| Ballymena Utd      | -        | 3  | ----- |
| Ulster             | -        | 2  | ----- |
| Shelbourne         | -        | 1  | ----- |
| Bangor             | -        | 1  | ----- |